# Meščanskij
Il quartiere Meščanskij (in russo Мещанский район?) è un quartiere di Mosca sito nel Distretto Centrale.
Il quartiere si estende verso nord da Kitaj-gorod al Kamer-Kolležskij Val. Il confine occidentale segue il corso del fiume Neglinnaja, quello orientale si snoda lungo via Bol'šaja Lubjanka e via Sretenka.
Nel quartiere sono inclusi una parte di via Kuzneckij Most, il monastero Roždestvenskij, il Roždestvenskij boulevard e lo Stadio Olimpico. Ospita inoltre la sede dell'FSB in piazza Lubjanka, la banca centrale della Federazione Russa ed altre agenzie governative.
All'epoca dell'impero russo il nome meščane indicava una classe sociale di cittadini poveri; il quartiere prese il suo nome nella seconda metà del XVII secolo a seguito dell'insediamento di ucraini e bielorussi sfollati dalle loro città durante la guerra tra Russia e Polonia del 1654-1667.